# Cobalt(II)-hydroxid
Cobalt(II)-hydroxid ist eine chemische Verbindung des Cobalts aus der Gruppe der Hydroxide.

## Gewinnung und Darstellung

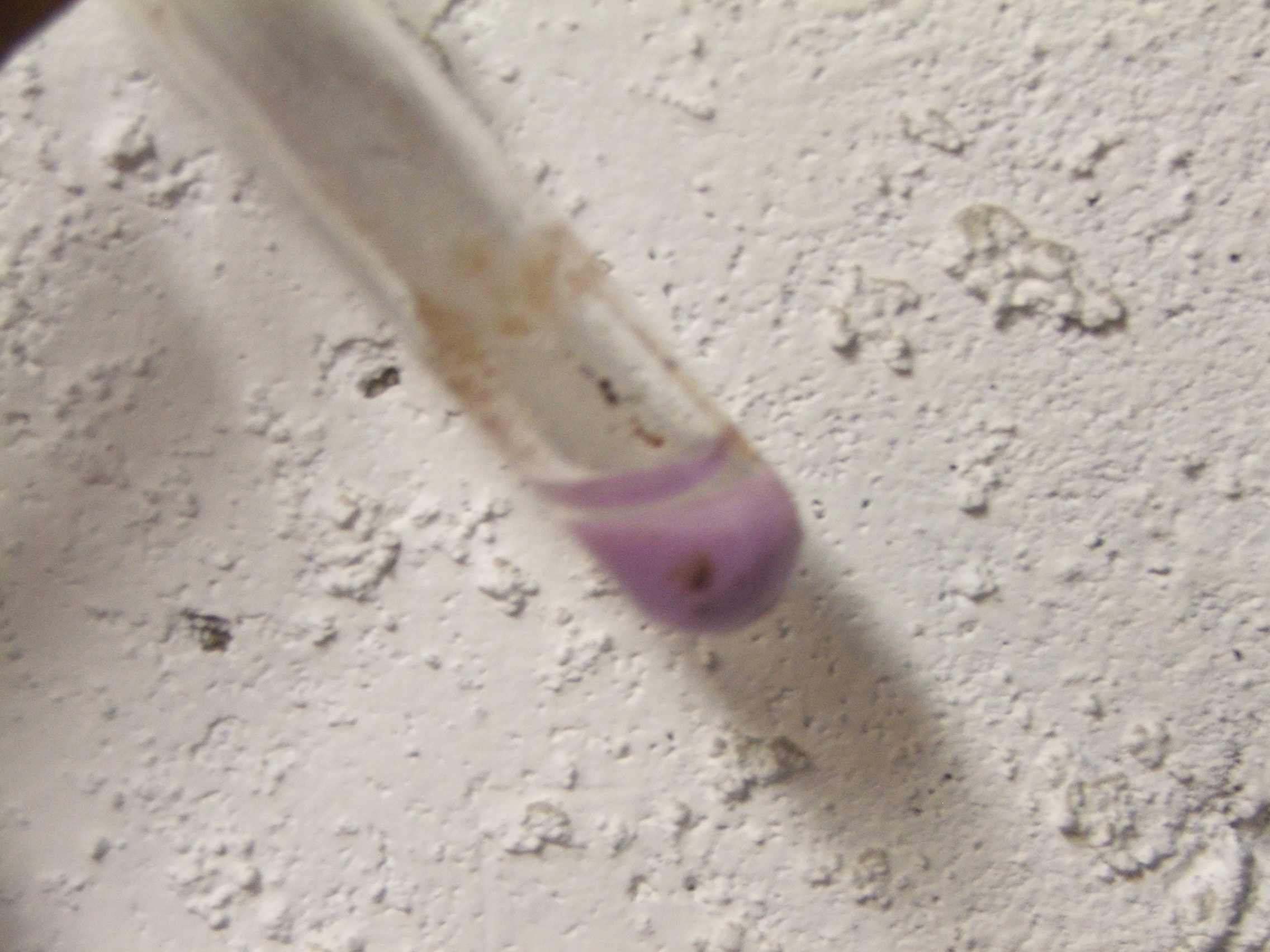
Rosafarbenes Cobalt(II)-hydroxid

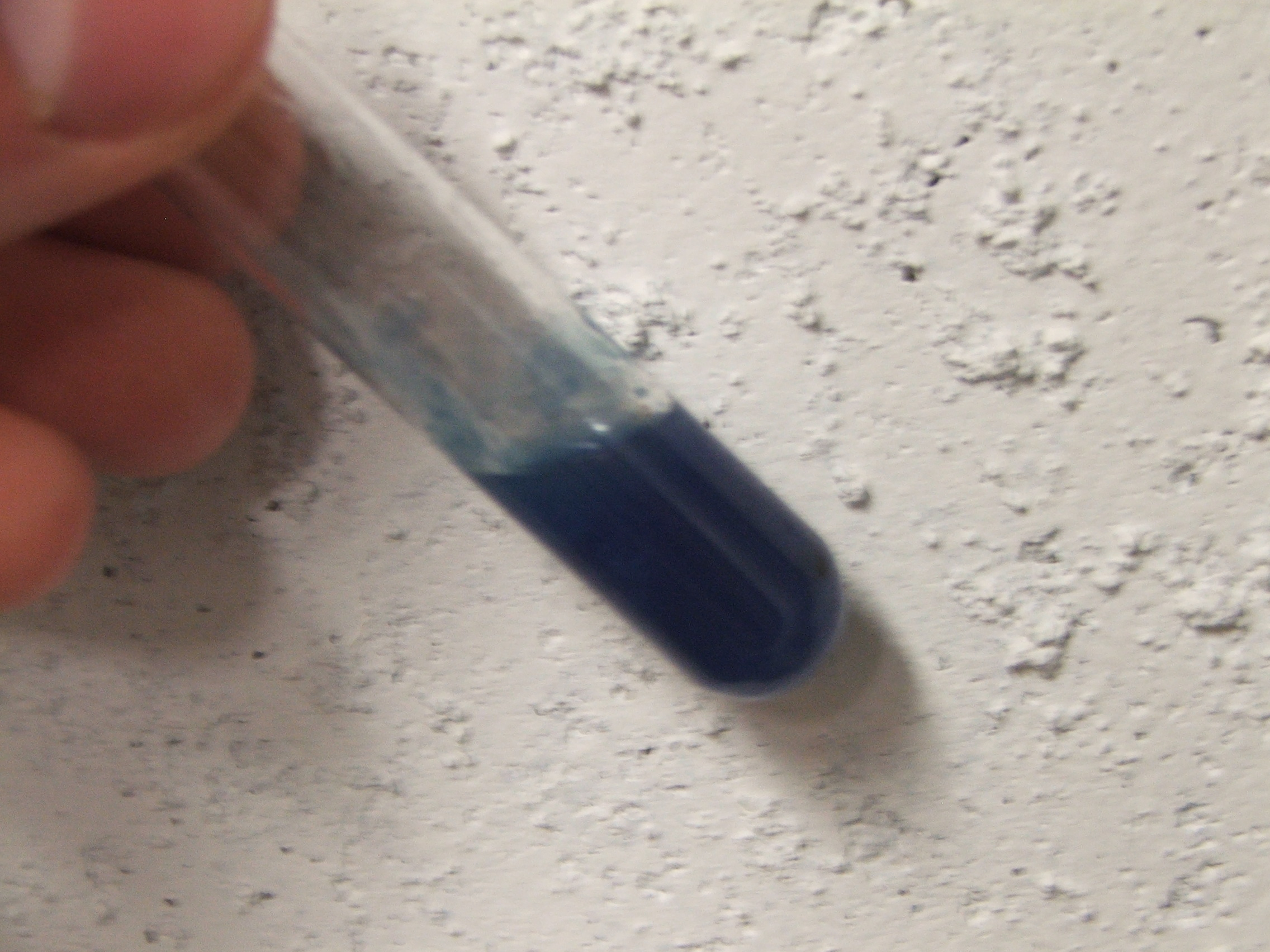
Blaues Cobalt(II)-hydroxid

Cobalt(II)-hydroxid fällt aus Cobalt(II)-lösungen durch Alkalilaugen je nach Wassergehalt als anfangs unbeständiger blauer, später rosaroter Niederschlag aus.
{\displaystyle \mathrm {Co(NO_{3})_{2}\cdot 6H_{2}O+2\ KOH\longrightarrow } }{\displaystyle \mathrm {Co(OH)_{2}+2\ KNO_{3}+6\ H_{2}O} }

## Eigenschaften
Cobalt(II)-hydroxid ist ein amphoterer, rosafarbener Feststoff mit einer Cadmiumiodid-Kristallstruktur. Er zersetzt sich bei 168 °C im Vakuum zu Cobalt(II)-oxid und wird durch Luft zu Cobalt(III)-hydroxid oxidiert. Die thermische Zersetzung an Luft bei über 300 °C ergibt Cobalt(II,III)-oxid. Bei Lagerung an Luft bildet sich das braune Cobalt(III)-oxid-hydrat. Cobalt(II)-hydroxid ist löslich in konzentrierten Laugen, wobei sich tiefblaue Tetrahydroxo-Cobaltat(II)-Ionen ([Co(OH)4]2−) bilden.
Mit 3Co(OH)2·2H2O existiert auch ein Hydrat. Dieses ist ein blaues Pulver. Seine Kristallstruktur ist ein aus Hydroxidschichten vom Brucit-Typ bestehendes Schichtengitter, bei dem der Schichtabstand durch Einbau einer Wasserzwischenschicht aufgeweitet wird.

## Verwendung
Cobalt(II)-hydroxid wird als Zwischenprodukt bei der Herstellung von Cobalt verwendet.